# 莲花井
莲花井，位于中国广东省江门市新会区会城街道新盛街中33号民房门前。莲花井于元至正元年（1341年）由举人林济开凿。 井口由一块高0.53米的灰砂岩凿成。井深4.75米，水深保持在3.3米左右。